# 拉薩爾鎮區 (密歇根州)
拉薩爾鎮區（英語：La Salle Township）是位於美國密歇根州門羅縣的一個行政鎮區。

## 地方資料
拉薩爾鎮區的面積為69.57平方千米，當中陸地面積為68.82平方千米，而水域面積為0.75平方千米。根據2020年美國人口普查的數據，當地共有人口4639人，而人口密度為每平方千米66.68人。